# Tommy Rall
Thomas Rall, detto Tommy (Kansas City, 27 dicembre 1929 – Santa Monica, 6 ottobre 2020), è stato un attore e ballerino statunitense.

## Biografia
Iniziò la sua carriera nel 1942 a soli 12 anni, ma divenne principalmente noto per aver recitato nei film musicali Baciami Kate! (1953) e Sette spose per sette fratelli (1954).
Dopo un primo matrimonio con la cantante Monte Amundsen, terminato con il divorzio, dal 1967 fu sposato con la ballerina Karel Shimoff.

## Filmografia
- What's Cookin'?, regia di Edward F. Cline (1942)
- Private Buckaroo, regia di Edward F. Cline (1942)
- Vendetta, regia di Joseph M. Newman (1942)
- Get Hep to Love, regia di Charles Lamont (1942)
- It Comes Up Love, regia di Charles Lamont (1943)
- Mister Big, regia di Charles Lamont (1943)
- Fuoco a oriente (The North Star), regia di Lewis Milestone (1943)
- Song of Russia, regia di Gregory Ratoff (1944)
- Ziegfeld Follies, regia di Lemuel Ayers, Roy Del Ruth (1945)
- Good News, regia di Charles Walters (1947)
- Baciami Kate! (Kiss Me Kate), regia di George Sidney (1953)
- Sette spose per sette fratelli (Seven Brides for Seven Brothers), regia di Stanley Donen (1954)
- Mia sorella Evelina (My Sister Eileen), regia di Richard Quine (1955)
- Lo sciopero delle mogli (The Second Greatest Sex), regia di George Marshall (1955)
- I gangster del ring (World in My Corner), regia di Jesse Hibbs (1956)
- Trittico d'amore (Invitation to the Dance), regia di Gene Kelly (1956)
- La terra degli Apaches (Walk the Proud Land), regia di Jesse Hibbs (1956)
- Il principe del circo (Merry Andrew), regia di Michael Kidd (1958)
- Funny Girl, regia di William Wyler (1968)
- Spiccioli dal cielo (Pennies from Heaven), regia di Herbert Ross (1981)
- Giselle (Dancers), regia di Herbert Ross (1987)
- Saturday the 14th Strikes Back, regia di Howard R. Cohen (1988)

## Doppiatori italiani
- Giuseppe Rinaldi in Sette spose per sette fratelli; Mia sorella Evelina
- Sergio Tedesco in Baciami Kate!
- Nando Gazzolo in La terra degli Apaches